# 네이트 썰
네이트 썰은 사용자가 원하는 주제나 관심사에 맞는 서브토픽을 개설하고, 주제별 링크를 공유하며 소통할 수 있는 오픈형 커뮤니티다. 이를 통해 기존 사람을 중심으로 콘텐츠를 유통하는 SNS나 메신저 등의 커뮤니티 서비스와 차별화했다.

## 서비스
'네이트 썰'은 이용자가 원하는 주제나 관심사에 맞는 서브토픽을 개설하고 주제별 링크를 공유하며 소통할 수 있는 오픈형 커뮤니티를 지향한다. 
소통지수 기능을 도입, 주제 생성에 대한 마스터 운영 권한을 제공하고 게시글, 댓글 작성 및 공감 등에 대해 소통지수 포인트를 부여하도록 했다.
모바일 이용 환경에 최적화된 링크 첨부형 에디터 버전으로 출시했다. 향후 토론이나 의견, 관심사나 일상 등에 대한 공유 및 소통 수요(니즈)에 맞춰 이미지·동영상 첨부형, 설문형, 질문답변(Q&A)형 등을 추가한 확장 버전도 선보일 예정이다. 
커뮤니티 활동에 대한 재미 요소를 위해 소통 지수에 따른 레벨 및 뱃지 기능을 도입하고 서브토픽 개설자 운영 권한 강화도 확대한다. 자발적이고 자정적인 커뮤니티 활동 독려를 통한 서비스 활성화를 꾀한다.